# Твик против Крейга
«Твик против Крейга» (англ. Tweek vs. Craig) — эпизод 304 (№ 36) сериала «Южный Парк», премьера которого состоялась 23 июня 1999 года.

## Сюжет
Эпизод начинается в классе труда, где мистер Адлер рассказывает детям о предназначении уроков труда и настаивает, чтобы дети не баловались. Также он спрашивает имя главного хулигана в классе. Стэн и Кайл называют Твика, но Картман настаивает, что главный хулиган — Крейг.
Тем временем девочки (вместе с Кенни) сидят на уроке домоводства. Когда учительница миссис Пирл говорит, что они будут готовить, шить и делать «всякие красивые вещи», Кенни радостно восклицает. Венди жалуется, что хотела заниматься в классе труда, но её отправили на домоводство. Учительница говорит, что домоводство предназначено для милых девочек, которым не нужно беспокоиться о карьере и важно лишь выйти замуж за подходящего мужчину. При этих словах, Кенни выражает свой восторг ещё громче, чем вызывает странные взгляды окружающих девочек.
В классе труда Стэн, Кайл и Картман заключают пари о том, кто победит в драке между Твиком и Крейгом. Картман провоцирует Крейга, солгав, что Твик назвал его «главным дерьмоедом». Стэн и Кайл делают то же самое с Твиком. В итоге Твик и Крейг соглашаются подраться друг с другом. Мистер Адлер берёт фоторамку со стола и начинает грезить наяву о женщине, изображённой на фотографии. Становится ясно, что они любили друг друга.
Мальчики идут во двор и ждут драки, подняв ставки до 10 долларов. Клайд говорит им, что 15 минут назад Твик и Крейг ушли по домам. Разочарованные Стэн и Кайл отправляются в дом к Твикам, чтобы узнать почему он не стал драться. Твик говорит, что не видит причин драться с Крейгом, но Стэн говорит, что Крейг назвал Твика слабаком и курицей; Твик соглашается подраться с Крейгом на следующий день. Картман и Кенни идут в дом Крейга и также уговаривают его на драку.
Мистер Адлер приходит домой со свидания с миссис Пирл. Несмотря на то, что она не против, чтобы он пригласил её в дом и «хотя бы попытался» заняться с ней любовью, он отказывается, придумывая различные отговорки. Затем он заходит внутрь, берёт другую фотографию своей мёртвой возлюбленной и снова начинает грезить. На следующий день, во время урока мистер Адлер снова начинает думать о своей умершей невесте, и выясняется, что она была пилотом самолёта, который взорвался в воздухе и упал в океан, где она утонула. Клайд прерывает его мысли, сообщив ему, что мальчик по имени Томми случайно стёр своё лицо шлифовальным станком. Когда Томми отсылают к медсестре, Клайд спрашивает мистера Адлера о фотографии, и о том, мертва ли женщина на фото. Мистер Адлер немного объясняет, но затем прогоняет его.
Поединок почти начинается после занятий, но становится ясно, что ни один из соперников не умеет драться, и бой переносят, чтобы Твик и Крейг подготовились. Крейг учится с Картманом борьбе сумо в школе боевых искусств, а Твика учит боксировать дядя Стэна, Джимбо. Преподавательница по домоводству переводит Кенни в класс труда, хотя он очень этого не хочет, страшась множества опасных инструментов, которые там находятся.
Наконец Твик и Крейг готовы к драке и бой начинается. Тем временем мистер Адлер пишет в классе труда предсмертную записку, в которой объясняет, что не может больше жить без своей невесты, что у него закончилась никотиновая жвачка и что дети «слишком много балуются». После этого он ложится на движущийся стол с циркулярной пилой, запускает её и ждёт своей смерти. Снаружи дерущиеся мальчики начинают уставать, но Кайл говорит, что Крейг назвал Твика «земляным червяком», и драка продолжается. Кенни приходит в класс труда, чтобы начать работу с электропилой. Твик и Крейг в пылу драки проламывают окно класса труда и продолжают драться. Мистер Адлер встаёт и требует, чтобы они прекратили баловаться. Твик и Крейг вышибают стул из-под ног Кенни, и тот повисает на станке с электропилой. Твик швыряет Крейга во второй станок, и тот бьётся о первый. Полотно пилы зажёвывает куртку Кенни, его раскручивает и отбрасывает в коробку со старыми, ржавыми и острыми гвоздями.
Когда мистер Адлер поднимает тело Кенни, его невеста начинает говорить с ним из капюшона Кенни, убеждая его продолжать жить; к ней присоединяются его умершие дядя и бабушка. Мистер Адлер соглашается и обнимает Кенни. Стэн говорит: «Чёрт, они вообще тут все охренели».
Ребята идут в госпиталь, чтобы навестить Твика и Крейга, и рассказывают им о пари. Затем они говорят Твику и Крейгу, что члены их семей называли друг друга слабаками в новостях, и те снова начинают драться, но кто стал победителем, остаётся неизвестным.

## Смерть Кенни
После перевода из класса домоводства в класс труда Кенни начинает работать с электропилой, но из-за драки станок раскручивает его и отбрасывает в коробку с ржавыми гвоздями. Тем не менее, он продолжает разговаривать после этого, и мистер Адлер хочет вызвать скорую помощь. Не исключено, что Кенни выжил.

## Пародии
- Персонаж мистера Адлера основан на школьном учителе Мэтта Стоуна, чьё имя неоднократно было запикано в комментариях к DVD из-за запрета на использование.
- Когда Кенни представляет все острые и опасные инструменты, которые будут окружать его после перевода в класс труда, играет отрывок из Бабы Яги, девятой пьесы из Картинок с выставки Модеста Мусоргского, которая также использовалась и в других эпизодах. Так же из этой сцены становится ясно, что Кенни боится умереть, зная что это может произойти.
- Момент, где Кайл говорит, что Крейг назвал Твика «земляным червяком», пародирует сцену разговора пантеры Багиры с удавом Каа в книге «Маугли» Редьярда Киплинга.

## Факты
- Во вставках с живым видео снялась Пэм Брэди - креативный продюсер проекта.